# Fédération turque de hockey sur glace
La Fédération turque de hockey sur glace porte en turc le nom de Türkiye Buz Hokeyi Federasyonu (TBHF).
La fédération fut créée en 1991, avant cela, le hockey sur glace était affilié à la Fédération turque des sports de glace (Türkiye Buz Sporları Federasyonu, TBSF).
La TBHF est membre de la Fédération internationale de hockey sur glace. La Fédération turque se constitue de deux ligues masculines, d'une ligue juniors (U20) et depuis février 2007 d'une ligue féminine.
Bien entendu, la Fédération gère également les équipes nationales masculine et féminine.

## Historique
C'est dans la décennie 1980 que le hockey sur glace fit son apparition en Turquie. Notamment à la patinoire Atatürk d'Ankara et la patinoire Korukent d'Istanbul. Le premier match de l'histoire du hockey turc se déroula le 9 janvier 1988 à Ankara, entre les deux équipes cités plus haut. 
L'équipe d'Ankara était entrainée par un officier américain Glenn Brown et celle d'Istanbul par Siniša Tomić (Yougoslavie).

## Les ligues de la fédération

### Super Ligue(Türkiye Buz Hokeyi Süper Ligi)
| Club                                | Ville    | Patinoire | Création | Saison précédente       |
| ----------------------------------- | -------- | --------- | -------- | ----------------------- |
| Anka Spor Kulübü                    | Ankara   | Bel-Pa    | 2004     | 3                       |
| Başkent Yıldızları                  | Ankara   | Bel-Pa    | 1998     | 4                       |
| B.B. Ankara                         | Ankara   | Bel-Pa    | 1978     | 6                       |
| İstanbul Paten Spor Kulübü          | Istanbul | Galleria  | 1987     | 5                       |
| İstanbul TED Kolejliler Spor Kulübü | Istanbul | Galleria  | 2000     | Promu en Première Ligue |
| Kocaeli B.B. Kağıt                  | Izmit    | Kocaeli   | 2000     | 1                       |
| Polis Akademisi                     | Ankara   | Bel-Pa    | 1996     | 2                       |
| TED Ankara Kolejliler Spor Kulübü   | Ankara   | Bel-Pa    | 1954     | 7                       |

### Première ligue(Türkiye Buz Hokeyi 1. Ligi)
| Club                        | Ville    | Patinoire | Création | Saison précédente |
| --------------------------- | -------- | --------- | -------- | ----------------- |
| ABBA Spor Kulübü            | Ankara   | Bel-Pa    | 2005     |                   |
| Ankara Emniyet Spor Kulübü  | Ankara   | Bel-Pa    | 1990     | 2                 |
| Panthers d'Ankara           | Ankara   | Bel-Pa    | 1948     |                   |
| İzmit Şirintepe Spor Kulübü | Izmit    | Kocaeli   | 2000     |                   |
| ODTÜ Spor Kulübü            | Ankara   | Bel-Pa    | 1962     | 4                 |
| Truva Paten Spor Kulübü     | Istanbul | Galleria  | 2005     | 5                 |

### Ligue féminine - Groupe A(Türkiye Bayanlar Buz Hokeyi Ligi)
| Club                    | Ville  | Patinoire | Création | Saison précédente |
| ----------------------- | ------ | --------- | -------- | ----------------- |
| Anka Spor Kulübü        | Ankara | Bel-Pa    | 2004     |                   |
| Panthers d'Ankara       | Ankara | Bel-Pa    | 1948     |                   |
| ODTÜ Spor Kulübü        | Ankara | Bel-Pa    | 1962     |                   |
| Polis Akademisi         | Ankara | Bel-Pa    | 1996     | 1                 |
| Truva Paten Spor Kulübü | Ankara | Galleria  | 2005     |                   |

### Ligue féminine - Groupe B(Türkiye Bayanlar Buz Hokeyi Ligi)
| Club                         | Ville    | Patinoire | Création | Saison précédente |
| ---------------------------- | -------- | --------- | -------- | ----------------- |
| ABBA Spor Kulübü             | Ankara   | Bel-Pa    | 2005     |                   |
| Boğaziçi Patinaj Spor Kulübü | Istanbul | Galleria  | 1986     |                   |
| Başkent Yıldızları           | Ankara   | Bel-Pa    | 1998     |                   |
| Kocaeli B.B. Kağıt           | Izmit    | Kocaeli   | 2000     | 2                 |
| Milenyum Paten Kulübü        | Ankara   | Bel-Pa    | 2002     |                   |